# Hiromu Mineta
Hiromu Mineta (峯田大夢 Mineta Hiromu?, 24 de junio de 1995) es un actor de doblaje japonés afiliado a Stardust Promotion. Es conocido por sus papeles como Cestvs en Cestvs: The Roman Fighter y Yatora Yaguchi en Blue Period.

## Biografía
Hiromu Mineta nació en la Prefectura de Yamagata el 24 de junio de 1995. Antes de trabajar como actor de voz, hizo cosplay, incluida la recreación de la portada de Kaichō wa Maid-sama! con Minami Hoshino de Nogizaka46 para celebrar el lanzamiento del volumen 16 de la serie. En 2021, Mineta recibió su primer papel protagónico, Cestvs en Cestvs: The Roman Fighter. También prestó su voz al protagonista principal Yatora Yaguchi en la adaptación al anime de Blue Period.

## Filmografía
Los papeles principales están en negrita

### Anime

#### Series de televisión
| Año  | Título                                                                             | Rol                 | Refs.  |
| ---- | ---------------------------------------------------------------------------------- | ------------------- | ------ |
| 2016 | Sengoku Chōjū Giga: Kō                                                             | Kiyomasa Katō       | [ 6 ]  |
| 2016 | Orange                                                                             | Nakayama            | [ 1 ]  |
| 2017 | Seiren                                                                             | Chico de la escuela | [ 1 ]  |
| 2017 | Code:Realize - Sōsei no Himegimi                                                   | Soldado             | [ 1 ]  |
| 2017 | Boruto: Naruto Next Generations                                                    | Kaito Kawanami      | [ 7 ]  |
| 2018 | Miira no Kaikata                                                                   | Tanaka              | [ 1 ]  |
| 2018 | Tokyo Ghoul:re 2nd Season                                                          | Tōma Higemaru       | [ 1 ]  |
| 2021 | Cestvs: The Roman Fighter                                                          | Cestvs              | [ 4 ]  |
| 2021 | Blue Period                                                                        | Yatora Yaguchi      | [ 5 ]  |
| 2022 | Futsal Boys!!!!!                                                                   | Louis Kashiragi     | [ 8 ]  |
| 2022 | Isekai Meikyū de Harem o                                                           | Aldeano; Explorador | [ 9 ]  |
| 2023 | Technoroid: Overmind                                                               | Kei                 | [ 10 ] |
| 2023 | Ars no Kyojū                                                                       | Meran               | [ 11 ] |
| 2023 | Shangri-La Frontier                                                                | Aramis              | [ 12 ] |
| 2024 | Tensei Shitara Slime Datta Ken 3rd Season                                          | Gaiye               | [ 13 ] |
| 2024 | Wind Breaker                                                                       | Minoru Kanuma       | [ 14 ] |
| 2024 | Hitoribotchi no Isekai Kōryaku                                                     | Atleta A            | [ 15 ] |
| 2024 | Shangri-La Frontier 2nd Season                                                     | Aramis              | [ 16 ] |
| 2025 | A-Rank Party o Ridatsu Shita Ore wa, Moto Oshiego-tachi to Meikyū Shinbu o Mezasu. | Yuke                | [ 17 ] |
| 2025 | Kijin Gentōshō                                                                     | Zenji               | [ 18 ] |
| 2025 | Katainaka no Ossan, Kensei ni Naru                                                 | Sarlikatz           | [ 19 ] |
| 2025 | Clevatess                                                                          | Feeto               | [ 20 ] |

#### ONAs
| Año  | Título             | Rol          | Refs.  |
| ---- | ------------------ | ------------ | ------ |
| 2021 | Star Wars: Visions | Ethan        | [ 21 ] |
| 2023 | Rhapsody           | Shion Kagami | [ 22 ] |

### Videojuegos
| Año  | Título                                            | Rol             | Refs.  |
| ---- | ------------------------------------------------- | --------------- | ------ |
| 2020 | Project Sekai: Colorful Stage! feat. Hatsune Miku | Kōtaro Mita     | [ 1 ]  |
| 2020 | Ikémen Prince: Beauty and Her Beast               | Rio Ortiz       | [ 23 ] |
| TBA  | Futsal Boys!!!!! High-Five League                 | Louis Kashiragi | [ 8 ]  |

### Otros
2014
- Gurren Lagann obra de teatro como Viral[24]

2020
- Ayakashi Triangle vomic como Matsuri Kazamaki[25]